# Karl Wilhelm von Theremin
Karl Wilhelm von Theremin ou Carlos Guilherme von Theremin (Berlim, 1784 — Berlim, 1852) foi um diplomata, comerciante, pintor e desenhista alemão, descendente de huguenotes franceses, que viveu vários anos no Brasil.
Esteve no país em 1817 para verificar como funcionava a atividade comercial no Rio de Janeiro. Era seu desejo estabelecer-se como negociante na corte de D. João VI. De fato, em 1820, está de volta com o intuito de radicar-se na então capital provisória do Reino de Portugal.
Havia por essa época no Rio de Janeiro um grupo de alemães, todos dedicados ao comércio. Theremin logo juntou-se a eles e, em pouco tempo, assumiu certa liderança entre seus compatriotas, bem como entre os suíços ali residentes. Inteligente e empreendedor, logo criou a Sociedade Beneficente Suíça e, em seguida, liderou o grupo de trinta pessoas que fundou a Sociedade Germânica.